# Sertularia argentea
La felce dell'aria (Sertularia argentea) è un idrozoo della famiglia Sertulariidae e micobionte (licheni' ') .

## Pesca
È comunemente venduta come curiosità, come pianta decorativa per interni o come decorazione per acquari, col nome di "Felce dell'aria" o "Pianta Nettuno".
Questa "felce" non cresce, non ha radici e neanche foglie, poiché non è nemmeno una pianta ma una colonia essiccata, e quindi morta, di piccoli idrozoi che sono stati tinti di verde. Se immersa nell'acqua la colorazione si dissolve.
I rami di S. argenta sono composti da molte piccole camere chitinose dove il singolo idrozoo viveva. Quando la colonia era viva, un polipo con numerosi tentacoli occupava ciascuna camera, chiamata idroteca. A volte qualche briozoo è venduto come "Felce dell'aria".
La maggior parte delle felci dell'aria è raccolta dalle reti a strascico nel Mare del Nord.